# Nokia Booklet 3G
Nokia Booklet 3G är en netbook från Nokia. När den släpptes hösten 2009 var den Nokias första dator på nästan 20 år. Datorn har enligt Nokia upp till 12 timmars batteritid, HD-video och mobil 3G-uppkoppling. Booklet 3G var Nokias första Windowsbaserade produkt.